# Bengalia africana
Bengalia africana este o specie de muște din genul Bengalia, familia Calliphoridae, descrisă de Malloch în anul 1927.
Este endemică în Kenya. Conform Catalogue of Life specia Bengalia africana nu are subspecii cunoscute.